# 実数値関数
実数値関数（じっすうちかんすう、英: real-valued function）とは、値として実数を与える関数をいう。つまり、定義域のそれぞれの元に対し実数を割り当てる関数のことである。特に、定義域も実数の部分集合であるもの、すなわち実変数の実数値関数を実関数（じつかんすう、英: real function）という。
多くの重要な関数空間が、いくつかの実数値関数からなるものとして定義されている。

## 一般の実数値関数
X を任意の集合とする。F(X, R) を X から R への関数全体の集合で表すものとする。R は可換体であるので、F(X, R) はベクトル空間であり、実数上の結合多元環は、以下のように定義できる。
1. ベクトル和: f + g: x ↦ f(x) + g(x)
2. 加法単位元: 0: x ↦ 0
3. スカラーとの積: cf: x ↦ cf(x), c ∈ R
4. 各点ごとの積: fg: x ↦ f(x)g(x)

また、R は順序集合であることから、F(X, R) には以下のような半順序が入る。
{\displaystyle \ f\leq g\iff \forall x\colon f(x)\leq g(x).}
これによって、F(X, R) は半順序環とある。

## 可測な実数値関数
ボレル集合の σ-代数は実数上に定義される重要な構造である。X が σ-代数を持ち、関数 f が、すべてのボレル集合 B に対して、その原像 f−1(B) が X の σ-代数に属しているとき、f は可測であるという。この可測関数はまた、うえで説明したようなベクトル空間と代数をつくる。 

## 連続な実数値関数
実数は、位相空間であり完備距離空間である。連続な実数値関数（これは暗黙のうちに X が位相空間であることを主張する）は位相空間や距離空間の理論で重要なものである。極値定理は、コンパクト空間上のすべての連続な実数値関数には（極小、極大にとどまらない大域的な）最小値と最大値が存在することを主張する。

### 文献
- 「実関数」『精選版 日本国語大辞典』。コトバンクより2023年3月31日閲覧。
- 「実関数論」『日本大百科全書(ニッポニカ)』。コトバンクより2023年3月31日閲覧。